# Championnat d'Amérique du Sud de rugby à XV 1991
Navigation
Championnat 1989 Championnat 1993
Le Championnat d'Amérique du Sud de rugby à XV 1991 est une compétition de rugby à XV organisée par la Confederación sudamericana de rugby. La 17e édition se déroule du 15 août au 1er octobre 1991 et est remportée par l'équipe d'Argentine.

## Équipes participantes
- Argentine
- Chili
- Uruguay
- Paraguay
- Brésil

## Format
L'Argentine, le Brésil, le Chili, l'Uruguay et le Paraguay disputent des matchs sous la forme d'un tournoi. Le premier est déclaré vainqueur.

## Classement
| Rang | Nation        | J | V | N | D | Pm  | Pe  | Diff | Pts |
| ---- | ------------- | - | - | - | - | --- | --- | ---- | --- |
| 1    | Argentine (T) | 4 | 4 | 0 | 0 | 194 | 31  | +163 | 8   |
| 2    | Uruguay       | 4 | 3 | 0 | 1 | 109 | 70  | +39  | 6   |
| 3    | Chili         | 4 | 2 | 0 | 2 | 72  | 109 | -37  | 4   |
| 4    | Paraguay      | 4 | 1 | 0 | 3 | 74  | 97  | -23  | 2   |
| 5    | Brésil        | 4 | 0 | 0 | 4 | 35  | 177 | -142 | 0   |

|  | Vainqueur (no 1).        |
|  | T : Tenant du titre 1989 |

## Résultats
| 15 août 1991 | Chili | 6 – 41 | Argentine | Santiago |
| 15 août 1991 |       |        |           | Santiago |
| 15 août 1991 |       |        |           | Santiago |

| 17 août 1991 | Uruguay | 29 – 13 | Paraguay | Montevideo |
| 17 août 1991 |         |         |          | Montevideo |
| 17 août 1991 |         |         |          | Montevideo |

| 19 août 1991 | Chili | 25 – 18 | Paraguay | Santiago |
| 19 août 1991 |       |         |          | Santiago |
| 19 août 1991 |       |         |          | Santiago |

| 21 août 1991 | Brésil | 16 – 23 | Chili | Sao Paulo |
| 21 août 1991 |        |         |       | Sao Paulo |
| 21 août 1991 |        |         |       | Sao Paulo |

| 7 septembre 1991 | Brésil | 6 – 33 | Paraguay | Sao Paulo |
| 7 septembre 1991 |        |        |          | Sao Paulo |
| 7 septembre 1991 |        |        |          | Sao Paulo |

| 8 septembre 1991 | Chili | 18 – 34 | Uruguay | Santiago |
| 8 septembre 1991 |       |         |         | Santiago |
| 8 septembre 1991 |       |         |         | Santiago |

| 21 septembre 1991 | Argentine | 32 – 9 | Uruguay | Buenos Aires |
| 21 septembre 1991 |           |        |         | Buenos Aires |
| 21 septembre 1991 |           |        |         | Buenos Aires |

| 28 septembre 1991 | Paraguay | 10 – 37 | Argentine | Asuncion |
| 28 septembre 1991 |          |         |           | Asuncion |
| 28 septembre 1991 |          |         |           | Asuncion |

| 28 septembre 1991 | Uruguay | 37 – 7 | Brésil | Montevideo |
| 28 septembre 1991 |         |        |        | Montevideo |
| 28 septembre 1991 |         |        |        | Montevideo |

| 1er octobre 1991 | Argentine | 84 – 6 | Brésil | Buenos Aires |
| 1er octobre 1991 |           |        |        | Buenos Aires |
| 1er octobre 1991 |           |        |        | Buenos Aires |